# リーベル・プレートFC
リーベル・プレート・フットボール・クルブ（スペイン語: River Plate Football Club）は、かつてウルグアイの首都モンテビデオを本拠地としていたサッカークラブである。アマチュアリーグ時代に4回国内リーグを制した古豪。

## 歴史
1897年、モンテビデオ港の従業員が集まりリーベル・プレートFCが結成された。当初はカガンチャFC（Cagancha FC）での登録を予定していたが、当時の協会が英語名称しか受け付けなかったため、ラ・プラタ川を意味するリーベル・プレート（英語発音はリヴァープレート）と名付けられた。ブエノスアイレスにCAリーベル・プレートが誕生する4年も前のことである。
1907シーズンにプリメーラ・ディビシオンに昇格すると、翌1908シーズンには初優勝を遂げた。その後、1914シーズンまでの7シーズンの間に4回のリーグ優勝を達成した。1912シーズンには、アルゼンチンの強豪ラシン・クラブを破って、コパ・デ・オノール・クセニエールの国際タイトルも獲得した。しかし1920シーズンを最後にセグンダ・ディビシオンに降格し、1925年にクラブ解散した。
1932年に創設されたCAリーベル・プレートは、かつての強豪リーベル・プレートFCに敬意を表して命名されたもので、ユニフォームも同じデザインが採用されているが、組織としての連続性はない。

## タイトル

### 国内タイトル
- プリメーラ・ディビシオン（1900-）：4回
  - 1908, 1910, 1913, 1914
- セグンダ・ディビシオン[1]（1903-）：3回
  - 1903, 1905, 1906
- コパ・デ・オノール（1905-1922）：1回
  - 1912

### 国際タイトル
- コパ・デ・オノール・クセニエール（1905-1920）：1回
  - 1912